# Sammamish (Washington)
Sammamish é uma cidade localizada no estado norte-americano de Washington, no Condado de King.

## Demografia
Segundo o censo norte-americano de 2000, a sua população era de 34.104 habitantes.
Em 2006, foi estimada uma população de 35.164, um aumento de 1060 (3.1%).

## Geografia
De acordo com o United States Census Bureau tem uma área de 47,4 km², dos quais 46,8 km² cobertos por terra e 0,6 km² cobertos por água.

## Localidades na vizinhança
O diagrama seguinte representa as localidades num raio de 12 km ao redor de Sammamish.